# Letters Home
Pour plus de détails, voir Fiche technique et Distribution.
Letters Home  est l’unique essai de théâtre filmé que réalise Chantal Akerman en 1986.

## Historique
En 1963, Sylvia Plath met fin à ses jours. Elle laisse derrière elle 696 lettres, parmi lesquelles une importante correspondance avec sa mère, que la metteuse en scène Françoise Merle décide d’adapter dans une pièce de théâtre en 1984 au Théâtre Moderne à Paris.
« Delphine m’avait demandé que je la monte pour le théâtre, je lui ai dit non, pour une fois. Alors Françoise Merle l’a montée et moi je l’ai filmée. Delphine jouait la mère, Coralie Seyrig, sa nièce, la fille. »
Le 27 novembre 1984, Chantal Akerman réalise la captation de la pièce, avec l’assistance de Claire Atherton, alors engagée au Centre audiovisuel Simone-de-Beauvoir aux côtés de Delphine Seyrig. Cette première collaboration marque le début d’une relation artistique profonde : Claire Atherton deviendra, pendant plus de trente ans, la plus proche complice de création de Chantal Akerman.
Cette première expérience de tournage donne envie à Chantal Akerman de réaliser un film à partir du texte et de la mise en scène. Cette fois, il s’agit de poser la caméra sur scène et de décomposer visuellement la pièce, dont le dispositif est simple : une mère et sa fille dans un seul et même décor.
Le tournage aura lieu au printemps 1986 à la MC93 de Bobigny.

En 1987, dans les Cahiers du cinéma, Antoine de Becque présente le film :
« 11 février 1963, Sylvia Plath, poétesse américaine, trente ans, mariée, deux enfants, se donne la mort. Une longue et minutieuse correspondance la reliait jusque-là à sa mère. Françoise Merle avait monté un spectacle en 1984 autour de cette correspondance, cantate à deux voix où celle de la mère et celle de la fille se confondaient, se répondaient, se séparaient ou se cherchaient. Chantal Akerman a suivi ce chemin qui mène de la folie à la mort, chemin constamment balisé par cet échange de voix fragiles où se dit la difficulté d’écrire, les douleurs et les bonheurs de la vie d’amante et de mère. [...] Auparavant, pour ses films américains, par exemple, Chantal Akerman jouait de préférence sur les richesses de la longue durée ; là, elle adapte son regard et son écoute aux mots instinctifs d’une correspondance vécue intensément.  [...] Il y a dans ce film vidéo une telle intensité de regard, un tel désir d’échanger des mots qui réconfortent, et aussi une telle volonté de meurtrissure, que les images, que les sons, croisés les uns aux autres, finissent par faire mal. De ces incessants croisements naît une émotion qu’il est difficile de contenir ».

## Reconnaissance
Le film, réalisé sur support vidéo, fait partie de la collection Nouveaux Médias du Musée national d’art moderne’.
En 2023, France Culture diffuse un épisode du podcast L’Expérience consacré au film : « Letters home, making-of, avec et sans Chantal Akerman ».

## Fiche technique
- - Titre : Letters Home
  - Réalisation : Chantal Akerman
  - Montage : Claire Atherton
  - Image : Luc Benhamou (assisté de Laurent Janvier)
  - Son : Alix Comte
  - Décors : Jacques Gabel
  - Costumes : Laurence Forbin
  - Maquillage : Suzanne Pisteur
  - Scripte : Irina Charitonov
  - Mixage : Alek Goosse
  - Déléguées de production : Martine Spangaro et Ioana Wieder
  - Coproduction : Jacor Productions Théâtrales, Centre audiovisuel Simone-de-Beauvoir
  - Traduction : Maurice Cling
  - Adaptation : Delphine Seyrig, Coralie Seyrig, Françoise Merle, Patty Hannock
  - Lieu de tournage : MC93 – Scène nationale de Seine-Saint-Denis (Bobigny)
  - Période de tournage : printemps 1986
  - Première édition vidéo : DVD, Centre audiovisuel Simone-de-Beauvoir, 2022
  - Distribution : Zeugma Films

## Distribution
- Coralie Seyrig : Sylvia Plath
- Delphine Seyrig : Aurélia Plath